# Радован Биговић
Радован Биговић (Никшић, 17. јануар 1956 — Београд, 31. мај 2012) био је српски теолог, протојереј-ставрофор Српске православне цркве, професор и декан Православног богословског факултета у Београду и мјестобљуститељ старјешине манастира Светог Архангела Гаврила у Земуну.

## Живот
Средњу теолошку школу (богословију) је завршио у манастиру Крка. Дипломирао је на Православном богословском факултету и Филозофском факултету у Београду. За асистента на Православном богословском факултету у Београду изабран је 1986, за доцента 1993, затим за ванредног професора 2000, те за редовног професора 2010. Докторат је одбранио 1993. на Православном богословском факултету у Београду. У два наврата је био декан Православног богословског факултета.
Био је уредник филозофско-теолошке библиотеке „Службеног гласника” и члан Удружења књижевника Србије.
Преминуо је 31. мај 2012. године у Београду. Сахрањен је 4. јуна 2012. на Земунском гробљу.

## Дјела
- Од Свечовека до Богочовека: хришћанска философија владике Николаја Велимировића, Друштво Рашка школа, Београд (1998),
- Свети Василије Острошки, Ваљевац, Ваљево (1998),
- Црква и друштво, Хиландарски фонд при Богословском факултету, Београд (2000),
- Църква и общество, Омофор, София (2003),
- Морнари неба: разговори са о. Стаматисом Склирисом и о. Марком Иваном Рупником о савременој хришћанској уметности, Хришћански културни центар, Београд (2007),
- The Orthodox Church in 21 st Century, Fondacija Konrad Adenauer, Beograd 2009,
- Црква у савременом свету, Службени гласник, Београд 2010,
- Православна теологија екуменизма, Хришћански културни центар, Београд (2010),